# Marius Gad
Jakob Marius Elieser Kristian Gad (født 8. april 1827 i Nes præstegård på Nes på Færøerne, død 29. oktober 1902 i København) var en dansk nationaløkonom og politiker.
Marius Gad var født på Færøerne, hvor faderen, Jørgen Gad (1799-1879), gift med Frederikke Dorothea f. Kornerup (1800-1872), dengang var præst. Efter at være blevet student 1845 fra Kolding tog han fat på statsvidenskabelige studier, men afbrødes ved sin deltagelse i den 1. slesvigske krig, under hvilken han udnævntes til sekondløjtnant i artilleriet (1850). Efter at have genoptaget sine studier tog Gad 1854 statsvidenskabelig eksamen, gjorde derefter først i nogen tid volontærtjeneste i Krigsministeriet og var senere i et par år ansat i et københavnsk handelshus, indtil han i 1859 på ny kom ind i Krigsministeriet som kancellist. Efter at han i 1863 var blevet udnævnt til premierløjtnant, blev han i 1864 sekretær hos chefen for Armeens intendantur og i 1868 fuldmægtig i Krigsministeriet, indtil han 5. januar 1878 udnævntes til chef for Kongerigets statistiske Bureau, som han ledede indtil 1895, hvor han blev chef for Finansministeriets 2. Revisionsdepartement,. I 1856 ægtede han Emilie Agnete Foss (9. november 1825 – 3. april 1886), datter af borgmester Laurits Foss og Frederikke Agnete f. Smith.
Gad har i en lang årrække, fra 1854-79, virket som lærer i nationaløkonomi og statistik ved Grüners Handelsakademi, af hvis Kontrolkomité han derefter blev medlem og senere formand. Siden 1877 har han været censor ved den statsvidenskabelige eksamen og udnævntes ved Jernbanerådets oprettelse i 1887 til medlem af dette, hvor han sad indtil rådets nedlæggelse 1893. Som statistisk og økonomisk forfatter er han optrådt dels i forskellige tidsskrifter og blade, dels ved en lærebog i nationaløkonomien, der første gang udkom i 1859 og navnlig fik en del udbredelse i Sverige, dels ved en konkurrenceafhandling til professoratet i statsøkonomi: Om Forskjellen mellem direkte og indirekte Skatter (1863) og endelig ved en fortræffelig skrevet kort Fremstilling af Danmarks Statistik (første Gang 1859). Fra 1871 var han medlem af Landmandsbankens bankråd og delegation.
Gad valgtes første gang til medlem af Folketinget i Fredericia i 1858 og var i 18 år repræsentant for den samme kreds. 1879 valgtes han til Folketinget af Københavns 6. valgkreds, som han repræsenterede indtil 1895, hvor hans politiske karriere sluttede. Folketinget valgte ham flere gange til statsrevisor (1864-65 og 1866-72). Han tilhørte indtil forfatningsforandringen i 1866 det store regeringsparti, blev efter denne leder af Mellempartiet og sluttede sig efter dette partis opløsning, i 1876, til Højre.
Gad blev Ridder af Dannebrog 1883, Dannebrogsmand 1888 og Kommandør af 2. grad 1897 og bar bl.a. også Nordstjerneordenen. Han er portrætteret af Anton Dorph 1898 og F.C. Lund 1848 på tegning af frivillige (Frederiksborgmuseet); litografi herefter. Træsnit efter fotografi 1890.